# Chicacao
Chicacao är en kommunhuvudort i Guatemala.   Den ligger i departementet Departamento de Suchitepéquez, i den sydvästra delen av landet, 90 km väster om huvudstaden Guatemala City. Chicacao ligger 473 meter över havet och antalet invånare är 20 426.
Terrängen runt Chicacao är varierad. Runt Chicacao är det ganska tätbefolkat, med 166 invånare per kvadratkilometer. Närmaste större samhälle är Santiago Atitlán, 15,0 km nordost om Chicacao. Omgivningarna runt Chicacao är en mosaik av jordbruksmark och naturlig växtlighet.